# Palaeothespis pallidus
Palaeothespis pallidus är en bönsyrseart som beskrevs av Zhang 1987. Palaeothespis pallidus ingår i släktet Palaeothespis och familjen Thespidae. Inga underarter finns listade i Catalogue of Life.